# Aviceda madagascariensis
La baza malgache (Aviceda madagascariensis) es una especie de ave de presa de la familia Accipitridae. Es endémico de Madagascar.